# Museo Arqueológico de Mégara
El Museo Arqueológico de Mégara es un museo de Grecia ubicado en Mégara, perteneciente a la región del Ática. 
Este museo arqueológico fue inaugurado en el año 2000 y se encuentra ubicado provisionalmente en el edificio del antiguo ayuntamiento, que fue construido en el siglo XIX. Se está construyendo otro edificio en el este de la ciudad que será la futura sede del museo.

## Colecciones
El museo contiene una colección de objetos procedentes de la antigua ciudad de Mégara y de otros yacimientos arqueológicos del área circundante que pertenecen a periodos comprendidos entre el siglo VIII a. C. y el siglo II d. C.
El museo se estructura en torno a diferentes secciones:
- Un sector contiene grandes estatuas y relieves de mármol, desde el periodo arcaico hasta la época romana. Hay también información sobre las excavaciones arqueológicas y las fuentes literarias antiguas.

- Otra sección está dedicada a las inscripciones epigráficas, en particular las que están grabadas sobre estelas funerarias, que aportan información sobre aspectos de la vida pública en la Antigüedad.

- Por otra parte, hay una serie de objetos procedentes de enterramientos, como ajuares funerarios, entre otros, que permiten conocer los usos funerarios.

- Otra sección se dedica a exponer la vida cotidiana de los habitantes a través de objetos de cerámica y bronce. Algunos de ellos formaban parte de ofrendas religiosas.

- Por último, en el patio del museo se exponen una serie de elementos arquitectónicos, estatuas e inscripciones de diferentes épocas.[2]

|  |
|  |

|  |
|  |

|  |
|  |

|  |
|  |